# کوه‌های کیسو
کوه‌های کیسو (به ژاپنی: 木曽山脈, Kiso Sanmyaku)، یک رشته‌کوه در استان ناگانو و استان گیفو در ژاپن هستند.